# Великий Двор (Кемское сельское поселение)
Вели́кий Двор — деревня в Вытегорском районе Вологодской области.
Входит в состав Кемского сельского поселения, с точки зрения административно-территориального деления — в Кемский сельсовет.
Расположена на правом берегу реки Кема (река, впадает в озеро Белое). Расстояние до районного центра Вытегры по автодороге — 138 км, до центра муниципального образования посёлка Мирный по прямой — 21 км. Ближайшие населённые пункты — Борисово, Ераково, Ерчино.
По данным переписи в 2002 году постоянного населения не было.